# One Mississippi (album)
One Mississippi est le premier album du chanteur américain Brendan Benson. 

L'album est paru le 3 septembre 1996 aux États-Unis et le 26 mai 1997 en Grande-Bretagne et en Europe. 
Jason Falkner a coécrit certaines chansons de cet album avec Brendan Benson. 

## Tracklisting
1. Tea – 1:08
2. Bird's Eye View – 1:28
3. Sittin' Pretty – 2:53
4. I'm Blessed – 3:00
5. Crosseyed – 4:22
6. Me Just Purely – 2:44
7. Got No Secrets – 3:22
8. How 'Bout You – 3:02
9. Emma J – 3:49
10. Insects Rule – 3:08
11. Imaginary Girl – 3:06
12. House In Virginia – 3:49
13. Cherries – 3:19
14. Strawberry Rhubarb Pie (Piste cachée) – 1:44

Chansons n°1/2/7/8/9/11 : Brendan Benson
Chansons n°3/4/5/6/10/12/13 : Benson/Falkner

## Ré-édition
L'album a été ré-édité en 2003 avec des titres supplémentaires venant de The Wellfed Boy EP : 
1. Tea
2. Bird's Eye View
3. Sittin' Pretty
4. I'm Blessed
5. Crosseyed
6. Me just Purely
7. Got No Secrets
8. How 'Bout You
9. Emma J
10. Insects Rule
11. Maginary Girl
12. House In Virginia
13. Cherries
14. The Swamp
15. Jet Stream
16. Crosseyed (démo)
17. Me Just Purely
18. Cherries
19. I'm Blessed
20. Sittin' Pretty
21. Christy
22. Untitled